# Tibouchina martiusiana
Tibouchina martiusiana är en tvåhjärtbladig växtart som först beskrevs av Dc, och fick sitt nu gällande namn av Célestin Alfred Cogniaux. Tibouchina martiusiana ingår i släktet Tibouchina och familjen Melastomataceae. Inga underarter finns listade i Catalogue of Life.